# Trypanosoma murmanense
Trypanosoma murmanense is een soort in de taxonomische indeling van de Euglenozoa. Deze micro-organismen zijn eencellig en meestal rond de 15-40 micrometer groot. Het organisme komt uit het geslacht Trypanosoma en behoort tot de familie Trypanosomatidae. Trypanosoma murmanense werd in 1927 ontdekt door Nikitin.